# Mark Camacho
Mark Camacho (* 12. April 1964) ist ein kanadischer Schauspieler und Synchronsprecher.

## Leben
Camacho ist insbesondere bekannt für seine Synchronarbeiten. So spricht er seit 1996 unter anderem Oliver Frensky in der Zeichentrickserie Arthur (dt. Erdferkel Arthur und seine Freunde ), er sprach Lyle in Animal Crackers (dt. Tierisch was los), den Vater in Rotten Ralph, den Drachen Harry in Potatoes and Dragons (dt. Drache & Co) und in vielen anderen Serien.
Mark Camacho spielte einen Mafioso im Film Punisher: War Zone, war 2014 als Richard Nixon in X-Men: Zukunft ist Vergangenheit zu sehen und 2015 in Stonewall.
Mark Camacho war verheiratet mit der Schauspielerin Pauline Little. Sein Sohn Jesse Camacho ist ebenfalls Schauspieler.

## Filmografie
Darsteller
- 1989: The Amityville Curse – Der Fluch (The Amityville Curse)
- 1991: Scanners II – Eine neue Generation (Scanners II: The New Order)
- 1992, 1993: Grusel, Grauen, Gänsehaut (Are You Afraid of the Dark?, Fernsehserie, 2 Folgen)
- 1994: Mrs. Parker und ihr lasterhafter Kreis (Mrs. Parker and the Vicious Circle)
- 1995: Dr. Jekyll und Ms. Hyde (Dr. Jekyll and Ms. Hyde)
- 1996: Lethal Point – Zwei gnadenlose Profis Hollow Point
- 1997: Begierde – The Hunger (The Hunger, Fernsehserie, 1 Folge)
- 1997: Der Gejagte (Afflicition)
- 1997: Liebesflüstern (Afterglow)
- 1997: Red Zone
- 1998: Spiel auf Zeit (Snake Eyes)
- 1998: Der Killer wohnt zur Untermiete (Sublet)
- 1999: Bonanno: A Godfather’s Story (TV Movie)
- 1999: Killing Virus – Todesflug 335 (Killing Moon)
- 2000: Arthur’s Perfect Christmas
- 2000: Keine halben Sachen (The Whole Nine Yards)
- 2000: The Audrey Hepburn Story
- 2001: Heist – Der letzte Coup (Heist)
- 2001: The Score
- 2002: Das Denver-Attentat (Aftermath)
- 2002: Just a Walk in the Park
- 2002: Pluto Nash – Im Kampf gegen die Mondmafia (The Adventures of Pluto Nash)
- 2003: Jericho Mansions
- 2003: Mambo Italiano
- 2003: Shattered Glass
- 2004: Sehnsüchtig (Wicker Park)
- 2006: 10.5 – Apokalypse (Fernsehzweiteiler)
- 2007: I’m Not There
- 2007: Dead Zone (Fernsehserie, 1 Folge)
- 2008: Infiziert – Sie sind längst unter uns (Infected)
- 2008: Punisher: War Zone
- 2009: Less Than Kind (Fernsehserie, 1 Folge)
- 2009: So gut wie tot – Dead Like Me: Der Film (Dead like Me: Life After Death)
- 2010: Barney’s Version
- 2010: The Bridge (Fernsehserie, 3 Folgen)
- 2011: Blue Moon – Als Werwolf geboren (The Howling: Reborn)
- 2012: Der Dieb der Worte (The Words)
- 2013: Nicky Deuce
- 2014: Brick Mansions
- 2014: Ascension (Fernsehmehrteiler, 3 Folgen)
- 2014: X-Men: Zukunft ist Vergangenheit (X-Men: Days of Future Past)
- 2014–2017: 19-2 (Fernsehserie, 5 Folgen)
- 2015: Between (Fernsehserie, 1 Folge)
- 2015: The Art of More – Tödliche Gier (The Art of More, Fernsehserie, 3 Folgen)
- 2015: Stonewall
- 2016: Arrival
- 2016: Voll verkatert (Nine Lives)
- 2017: Bad Blood (Fernsehserie, 3 Folgen)
- 2018: Carter (Fernsehserie, 1 Folge)
- 2018: Suits (Fernsehserie, 1 Folge)
- 2020: Most Wanted (Target Number One)

Synchronsprecher in Animationsfilmen
- 1990: Samurai Pizza Cats
- 1991: Sharky und George (Sharky et Georges, 2 Folgen)
- 1993: Hugo, das Dschungeltier (Jungledyret)
- 1996: Hugo, das Dschungeltier – Filmstar wider Willen (Jungledyret 2 – den store filmhelt)
- 1996–2021: Erdferkel Arthur und seine Freunde (Arthur, 46 Folgen)
- 1997: Weihnachtsmann & Co. KG (Le monde secret du Père-Noël, 23 Folgen)
- 1997–1999: Landmaus und Stadtmaus auf Reisen (25 Folgen)
- 1998: Sissi (Princesse Sissi, 4 Folgen)
- 2000, 2001: Der Wunschpunsch (9 Folgen)
- 2001–2003 Lucky Luke – Die neuen Abenteuer (Les Nouvelles Aventures de Lucky Luke)
- 2001–2005: X-DuckX – Extrem abgefahren (Canards extrêmes, 77 Folgen)
- 2004: Woofy (29 Folgen)
- 2004: Drache & Co. (Patates et Dragons, 78 Folgen)
- 2004: Flatmania
- 2004–2007: Tripping the Rift (17 Folgen)
- 2005: Tupu – Das wilde Mädchen aus dem Central Park (Tupu, 12 Folgen)
- 2005–2008: Monster Allergy (46 Folgen)
- 2009: Benedikt, der Teddybär (Fernsehserie, 9 Folgen)
- 2012: Gawayn (2 Folgen)
- 2015: April und die außergewöhnliche Welt (Avril et le monde truqué)